# Jesach
Jesach ist ein Weiler der Fraktion Oberrotte in der Gemeinde St. Jakob in Defereggen im Defereggental (Osttirol).

## Geographie
Der Weiler liegt am sonnenseitigen Abhang des Weißen Beil rund 60 Meter über der Schwarzach zwischen dem Schettgraben im Westen und dem Steinerbach im Osten. Benachbarte Ortslagen sind die oberhalb bzw. nördlich gelegenen Einzelsiedlungen Trogach, Ede und Maik, der Einzelhof Steingarten im Osten, Leiten im Westen sowie die südlich bzw. unterhalb situierten Einzelsiedlungen Unterleiten und Unterstein.
Jesach ist von der Defereggentalstraße erreichbar, wobei eine Verbindungsstraße von dieser südlich von Unterleiten bzw. nördlich von Grünmoos abzweigt. Der Weiler Jesach besteht aus den traditionellen Hofstellen Jaglis oder Jaggler (Oberrotte 5 und 111), Joglis (Oberrotte 6b), Motzinger oder Matzen (Oberrotte 6a) und Bseha oder Pseher (Oberrotte 62). Zu Jesach wurde von der Statistik Austria wohl auch die Hofstelle Gorlis (Oberrotte 88) gerechnet, die wohl ursprünglich nicht Teil des Weilers gewesen war, sondern als Oberleiten bezeichnet wurde. Im Bereich unterhalb des Weilers entstand zudem neuzeitlich das an der Defereggenstraße gelegene Gebäude Oberrotte 71.
Alle vier Hofstellen von Jesach werden noch bewirtschaftet (Stand November 2022).

## Geschichte
Der Name von Jesach entstammt der slawischen Sprache und bezieht sich auf eine baumlose Gegend (slawisch: Jasje). Zur Zeit der Besiedelung des Defereggentals dürfte sich im Bereich dieser leichten Hangverflachung also um einen auffällig baumfreien Ort an der ansonsten noch bewaldeten Sonnenseite des Defereggentals gehandelt haben. Jesach könnte dabei auch der erste besiedelte Platz der Oberrotte gewesen sein.
Unter dem Namen Jesach gab es im Mittelalter zwei Schwaigen (Urhöfe). Die Tirolische Schwaige Jesach, auch Oberjesach genannt, unterstand als Freistift der Grundherrschaft des Dominikanerinnenklosters Lienz. Während die Schwaige Oberjesach das Gebiet des heutigen Weilers umfasste, lag die Schwaige Niederjesach östlich davon. Sie lag als Exklave des Bistums Salzburg im Tirolerischen Gebiet und war als Freistift dem Pflegeamt Windisch Matrei unterstellt. Die Schwaige wurde auch als Schwaige Stein bezeichnet, wobei sich die Ortsbezeichnungen Oberstein und Unterstein ableiteten. Der Großteil dieser Schwaige umfasste das sogenannte Gassenfaled und war an Bauern vergeben, die ihre Höfe in Sand hatten. Laut dem Urbar der Görzer Grafen musste die Schwaige Jesach 1299 300 Käse und ein Pfund an Steuern abführen. Nach 1330 kam Jesach zur Grundherrschaft der Dominikanerinnen. Zur Schwaige gehörten dabei auch die Bergwiesen der Oberseite und die Jöiseralbe auf der Schattseite des Defereggentals. Die zugehörige Stockmühle am Ragotzbach gehörte jedoch zur Grundherrschaft des Schloss Bruck. Im Laufe der Zeit wurde die Schwaige immer stärker geteilt. In der Pustertaler Beschreibung 1545 war die Schwaige bereits je zur Hälfte auf Niclas und Leonhard Jesach aufgeteilt worden, wobei die Urschwaige bereits um die Jesachraut, eine Neurodung, erweitert worden war. Mitte des 16. Jahrhunderts musste die Schwaige Jesach Weizen, Roggen, Gerste, Hafer, Rollgerste, Bohnen und Mohn als Zehent entrichten. Um 1779 verzeichnete die Schwaige Jesach bereits fünf Besitzer, wobei der Besitz mittlerweile in drei Viertelehen, ein Sechstellehen und ein Zwölftellehen geteilt war.
Die Hofnamen in Jesach entstammen ehemaligen Besitzern. So leitet sich Matzn von Matthias (Matz) Pichler ab, der aus der Rotte Feistritz stammte. Jagglis geht auf Jakob (Jagge) Poppeler zurück, der Name Pseher leitet sich vom Beruf des Tierbesehers bzw. Tierbaders ab.
Jesach wird von der Statistik Austria 1923 mit acht Wohngebäuden und 43 Einwohnern ausgewiesen. Mit Sicherheit wurden damals auch andere Siedlungsteile der Oberrotte wie Trogach oder Maik hier miteingerechnet. 1951 wird Jesach lediglich mit zwei Gebäuden und 31 Einwohnern gewertet, wobei Jesach als Einzelsiedlung eingestuft worden war. 1961 lebten in dem als Weiler bezeichneten Jesach 28 Menschen in drei Wohngebäuden, 1971 lebten im Weiler Jesach 31 Menschen in vier Häusern. 1981 lebten im Weiler Jesach 29 Menschen, wobei fünf Hausnummern und vier bewohnte Gebäude bzw. Haushalte bestanden. Seit 1991 wird die Bevölkerung von Jesach nicht mehr gesondert ausgewiesen.

## Bauwerke und sakrale Kunst
Das Tiroler Kunstkataster weist für Jesach fünf Einträge auf. Der Eintrag mit der ältesten Datierung bezieht sich auf die aneinandergebauten Wohngebäude der Paarhöfe Motzinger und Joglis (Oberrotte 6a bzw. 6b), deren Kern vermutlich aus dem 17. Jahrhundert stammte. Während das ursprünglich dreigeschoßige Wohngebäude Joglis um 2005 abgetragen worden war, besteht das Wohngebäude Motzinger noch. Hier kam es 2020 jedoch durch einen Dachausbau zu einem massiven Eingriff in die historische Bausubstanz. Das Wirtschaftsgebäude des Paarhofs Motzinger wurde um 1950 errichtet. Es verfügt über einen ein talseitig geschoßhohes Fundament mit gemauertem Stall sowie Tenne und Heulege in kombinierter Holzbauweise. Auch die Jagglerharpfe ist neueren Datums und wurde um 2004 neu aufgestellt. Das Wegkreuz neben dem Bauernhof Jaglis wurde ein der zweiten Hälfte des 19. Jahrhunderts in geschlossenem Bretterkasten mit einem Corpus im Dreinageltypus errichtet.